# Фабрече (Перуђа)
Фабрече је насеље у Италији у округу Перуђа, региону Умбрија.
Према процени из 2011. у насељу је живело 381 становника. Насеље се налази на надморској висини од 275 м.